# Stenocoelium popovii
Stenocoelium popovii là một loài thực vật có hoa trong họ Hoa tán. Loài này được V.M. Vinogr. & Fedor. miêu tả khoa học đầu tiên năm 1979.